# Col du Chaussy
Le col du Chaussy est un col de montagne situé en France sur la commune de Pontamafrey-Montpascal dans le département de la Savoie en région Auvergne-Rhône-Alpes.
Localisé à une altitude de 1 531 mètres sur un axe nord-sud entre la pointe de l’Armélaz (1 840 m) à l’ouest et le Crêt Lognan (2 696 m) à l'est, il permet de relier les communes de Pontamafrey-Montpascal et de Montaimont sur le versant oriental de la vallée de la Maurienne.

## Géographie
Le col du Chaussy est situé à 1 531 mètres d'altitude sur la commune de Pontamafrey-Montpascal, sur le versant est de la vallée de la Maurienne entre Saint-Jean-de-Maurienne au sud et La Chambre au nord, dans le département de la Savoie.
Il s'agit d'un col d'alpage cerné à l'ouest par la pointe de l'Armélaz à 1 840 m et à l'est par le crêt Lognan à 2 696 m, tandis qu'au nord se dresse le massif de la Lauzière.
Il est accessible par une route carrossable, prolongeant au sud la route départementale D 77 se terminant à Montpascal (commune de Pontamafrey-Montpascal) et au nord la route départementale D 99 se terminant à Bonvillard (commune de Montaimont). La commune de Pontamafrey-Montpascal assure son déneigement durant l'hiver sur son accès sud.

## Histoire

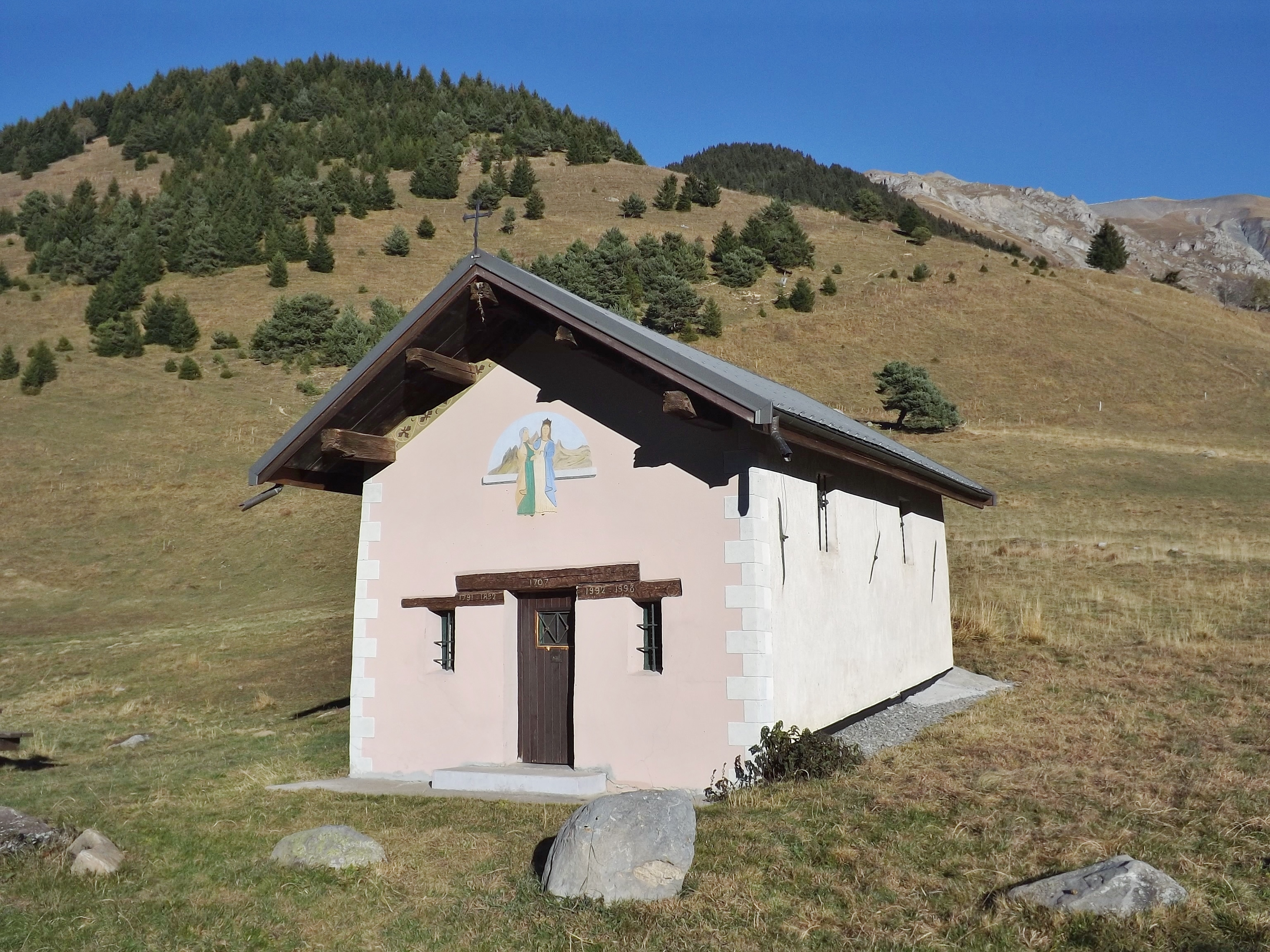
La chapelle du Chaussy au col.

En 1707, la commune de Montpascal édifie au col une chapelle placée sous le vocable de la Visitation, aujourd'hui connue sous le nom de chapelle du Chaussy. Rénovée en 1892 puis en 1992, elle comporte entre autres une statue de bois de la Visitation de 1644.
La route du col est goudronnée en 1990, une année avant la construction du premier chalet d'accueil consacré à la pratique du ski de fond.

## Activités

### Sports d'hiver
Le col est situé au sein de l’ensemble de la zone nordique du Grand Coin, un site consacré aux activités nordiques, et à ce titre comporte depuis 2012 une structure d'accueil nommée « Le Chaussy » assurant entre-autres le rôle de foyer du domaine nordique et de bar-restaurant.

### Cyclisme
Le col a été franchi lors de la 19e étape du Tour de France 2015 reliant Saint-Jean-de-Maurienne à La Toussuire et a été classé en première catégorie. L'Espagnol Joaquim Rodríguez est passé en tête. Il a également été au programme de la 10e étape du Tour de l'Avenir 2018.